# Campeonato Alemán de Fútbol 1940
El Campeonato Alemán de Fútbol 1940 fue la 33.ª edición de la máxima competición futbolística de Alemania.

## Fase de grupos

### Grupo 1

#### Grupo 1-A
|    | Clasificación               | Pts | PJ | PG | PE | PP | GF | GC |
| -- | --------------------------- | --- | -- | -- | -- | -- | -- | -- |
| 1. | SC Union 06 Oberschöneweide | 6   | 4  | 3  | 0  | 1  | 13 | 8  |
| 2. | VfB Königsberg              | 6   | 4  | 3  | 0  | 1  | 13 | 10 |
| 3. | VfL Stettin                 | 0   | 4  | 0  | 0  | 4  | 5  | 13 |

#### Grupo 1-B
|    | Clasificación                      | Pts | PJ | PG | PE | PP | GF | GC |
| -- | ---------------------------------- | --- | -- | -- | -- | -- | -- | -- |
| 1. | Rapid Viena                        | 7   | 4  | 3  | 1  | 0  | 19 | 4  |
| 2. | Vorwärts RaSpo Gleiwitz            | 4   | 4  | 1  | 2  | 1  | 11 | 11 |
| 3. | Nationalsozialistische TG Graslitz | 1   | 4  | 0  | 1  | 3  | 7  | 22 |

#### Final Grupo 1
| Rapid Vienna | 3 – 2 | SC Union 06 Oberschöneweide |

| SC Union 06 Oberschöneweide | 1 – 3 | Rapid Viena |

### Grupo 2
|    | Clasificación   | Pts | PJ | PG | PE | PP | GF | GC |
| -- | --------------- | --- | -- | -- | -- | -- | -- | -- |
| 1. | Dresdner SC     | 10  | 6  | 4  | 2  | 0  | 9  | 0  |
| 2. | Eimsbütteler TV | 7   | 6  | 3  | 1  | 2  | 10 | 10 |
| 3  | VfL Osnabrück   | 4   | 6  | 1  | 2  | 3  | 11 | 14 |
| 4. | 1. SV Jena      | 3   | 6  | 1  | 1  | 4  | 7  | 13 |

### Grupo 3
|    | Clasificación      | Pts | PJ | PG | PE | PP | GF | GC |
| -- | ------------------ | --- | -- | -- | -- | -- | -- | -- |
| 1. | FC Schalke 04      | 10  | 6  | 4  | 2  | 0  | 35 | 5  |
| 2. | Fortuna Düsseldorf | 8   | 6  | 3  | 2  | 1  | 21 | 4  |
| 3. | Mülheimer SV       | 4   | 6  | 2  | 0  | 4  | 14 | 29 |
| 4. | CSC 03 Kassel      | 2   | 6  | 1  | 0  | 5  | 10 | 42 |

### Grupo 4
|    | Clasificación       | Pts | PJ | PG | PE | PP | GF | GC |
| -- | ------------------- | --- | -- | -- | -- | -- | -- | -- |
| 1. | SV Waldhof 07       | 8   | 6  | 3  | 2  | 1  | 14 | 5  |
| 2. | Núremberg           | 6   | 6  | 2  | 2  | 2  | 10 | 4  |
| 3. | Stuttgarter Kickers | 6   | 6  | 3  | 0  | 3  | 9  | 9  |
| 4. | Kickers Offenbach   | 4   | 6  | 2  | 0  | 4  | 3  | 18 |

## Fase final

### Semifinales
| FC Schalke 04 | 3 – 1 | SV Waldhof 07 |

| Rapid Vienna | 1 – 2 t.s. | Dresdner SC |

### Tercer puesto
| Rapid Viena | 4 – 2 ; 5 - 2 | SV Waldhof 07 |

### Final
| FC Schalke 04 | 1 – 0 | Dresdner SC |

|                              |
| Campeón Schalke 04 5° título |